# Mitragliatrice di squadra

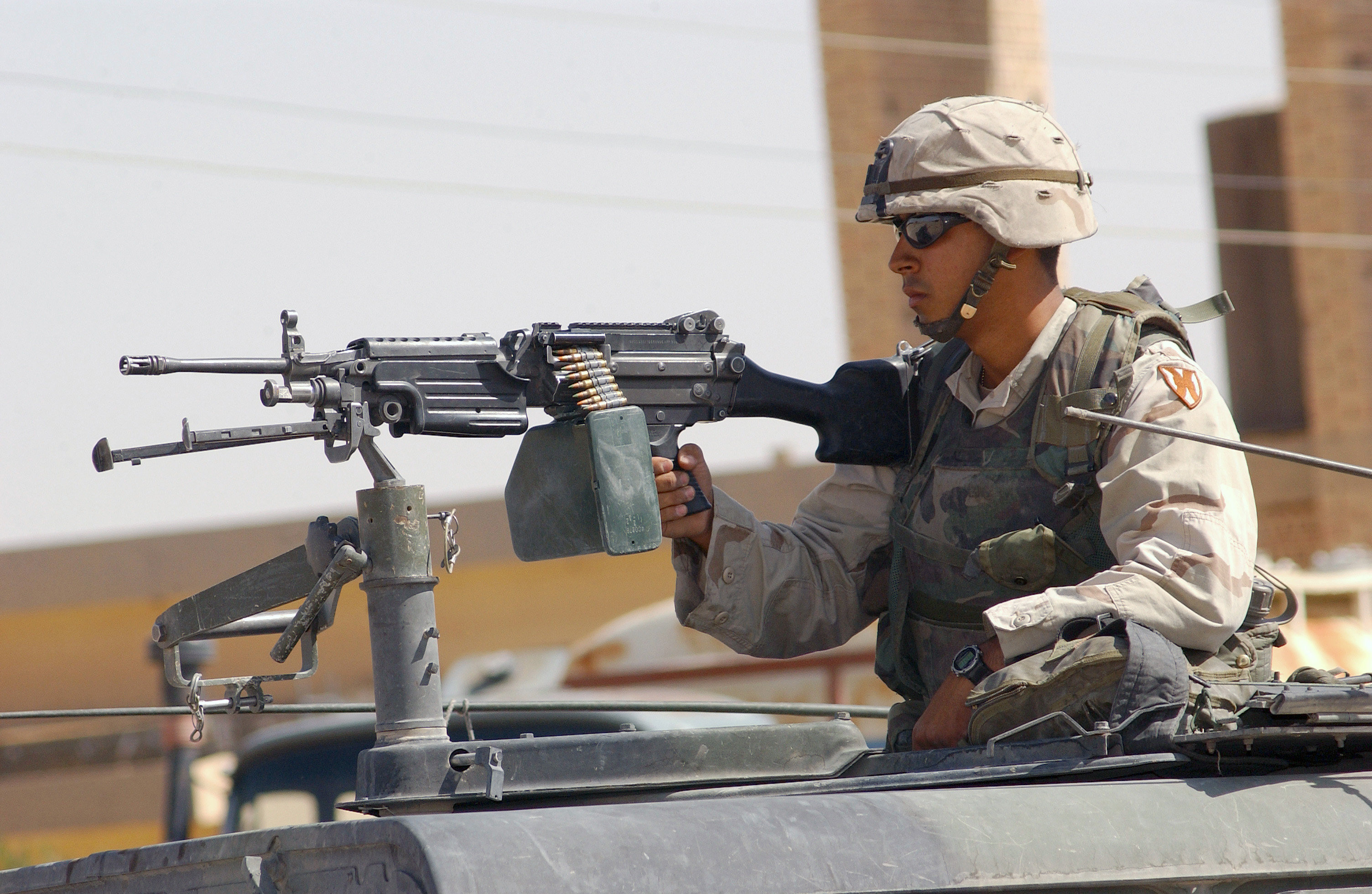
Mitragliatrice di squadra M249 SAW da 5,56 mm, impiegata da un soldato dell'U.S. Army nel corso dell'operazione Iraqi Freedom.

Una mitragliatrice di squadra  (in inglese Squad Automatic Weapon o SAW) è una mitragliatrice concepita per fornire alle squadre o sezioni di fanteria una fonte compatta e mobile di fuoco di soppressione.
Le più comuni in uso oggi sono derivate da due modelli di base: la FN Minimi e la RPK. 

## Storia
Una delle prime armi progettate specificatamente per questo ruolo era il fucile automatico BAR, sigla per Browning Automatic Rifle. Quest'arma, progettata nel 1917 su esplicita richiesta delle forze armate americane, fu particolarmente apprezzata nella seconda guerra mondiale dai Marines per via del supporto che poteva offrire durante gli assalti. Sebbene fosse limitata da un caricatore a cassetta da soli 20 colpi, era comunque in grado di fornire un volume di fuoco superiore a quello del fucile di fanteria standard e poteva dare quindi un supporto superiore alle truppe leggere mobili rispetto a quello delle mitragliatrici più ingombranti del periodo, qual per esempio la Browning M1919.

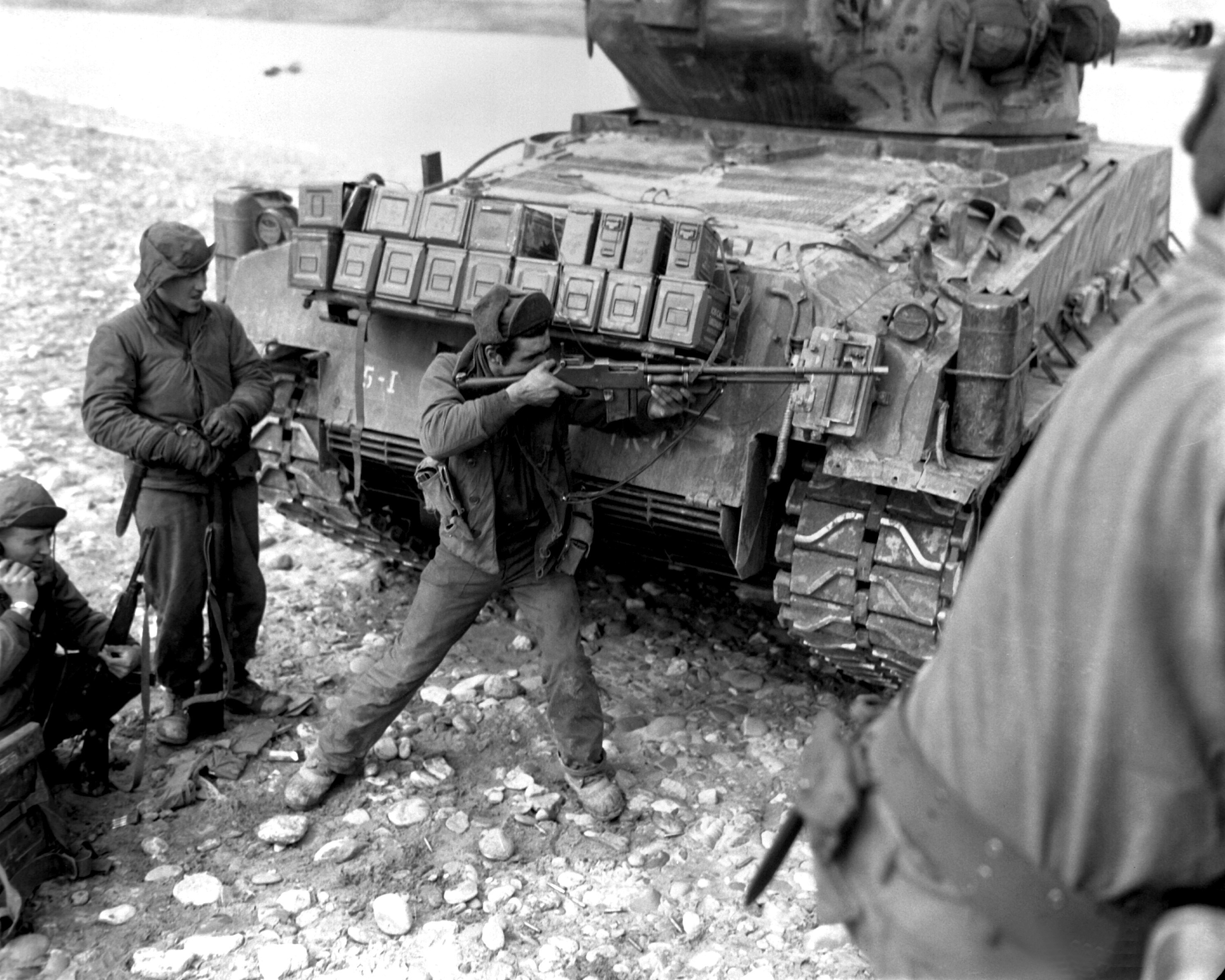
Soldato di fanteria statunitense armato di fucile automatico BAR durante la Guerra di Corea nel 1951.

## Caratteristiche
Sono solitamente dotate di un bipode per stabilizzare il tiro ed utilizzano le stesse cartucce dei fucili di assalto in dotazione agli altri membri dell'unità. Ciò riduce i requisiti logistici, rendendo necessario assicurare soltanto un tipo di munizioni all'unità. Le mitragliatrici di squadra devono essere abbastanza leggere da essere trasportate da un solo uomo, a differenza delle mitragliatrici pesanti come per esempio la Browning M2. Le mitragliatrici pesanti, infatti, sebbene usino cartucce più potenti, di contro necessitano di una squadra di operatori per funzionare efficacemente.
Molte mitragliatrici di squadra, come l'RPK-74 o la L86, sono dei fucili di assalto con modifiche semi-permanenti come l'applicazione di un caricatore maggiorato del tipo casket quadrifilare o a tamburo, un bipiede e una canna allungata e rinforzata per consentire il fuoco automatico prolungato. In altri casi, come per esempio la Heckler & Koch G36, la mitragliatrice di squadra è semplicemente una variante del fucile automatico, con parti intercambiabili.

## Utilizzo
Le mitragliatrici di squadra non sono usate per infliggere danni su larga scala ai nemici, ma prevalentemente per fornire sostegno di fuoco alle proprie truppe con lo scopo di obbligare i nemici a cercare riparo, riducendo l'efficacia del loro fuoco di contrasto. Ciò aumenta le probabilità di riuscita di un attacco contro una posizione nemica. L'utilità delle mitragliatrici di squadra nell'attacco è legata alla portabilità e capacità di effettuare fuoco automatico continuo. Possono anche essere utilizzate nella difesa delle postazioni, ma non possono fornire un campo di tiro efficace quanto quello di una mitragliatrice pesante montata su treppiede.